# 有原あゆみ
有原 あゆみ（ありはら あゆみ、1992年11月2日 - ）は、日本のAV女優。ARROWS所属。

## 略歴
2017年6月、アイデアポケットの専属女優としてAVデビュー。
2018年8月よりプレステージ専属となった。

## 人物
静岡県出身。
AV女優となったきかけは、AVのスカウトから声をかけられることが多かったことから1年近く考え少しずつやってみたいと思うようになり、楽しそうにAV女優をしている知人がいたことが決め手となった。

## 出演作品

### アダルトDVD
2017年
- FIRST IMPRESSION 116 シゴくの好き!舐めるの好き!一流チ○ポテクニシャンの高身長スレンダー美ボディお姉さんAVデビュー!（6月13日、アイデアポケット）
- スベりだしたら止まらない!シゴきだしたら離さない! 男子のチ○ポを軽やかにもてあそぶ高身長美エロボディお姉さんの手コキ三昧超絶5本番! +大量手コキ口内発射!（7月19日、アイデアポケット）
- キレイなお姉さんと交わすヨダレだらだらツバだくだく濃厚な接吻とセックス（8月19日、アイデアポケット）
- 本能…性欲…快感… 有原あゆみの本気のセックス（10月1日、アイデアポケット）
- 超VIPセックス お客様は横になっているだけで結構です。（10月13日、アイデアポケット）
- 大人のセックス教えてあげる… 美人女教師がマンツーマンで誘惑手ほどき 放課後プライベートレッスン （11月13日、アイデアポケット）
- 形勢逆転! 激ピストン! 大絶頂!大潮噴き! 気づけばワタシはイカされまくって悦ぶ淫乱なメスになってました…（12月13日、アイデアポケット）

2018年
- 上から目線で快楽責め!轟く巧みな罵声淫語! マゾ男が泣いて悦ぶ極上ドS痴女の過激なマラ遊び（1月13日、アイデアポケット）
- 冷徹!高飛車!生意気!自己中心的! 高慢な美人女社長を肉棒で屈服させる断罪の監禁調教レ○プ!（2月13日、アイデアポケット）
- 究極の手コキマニアックス 淫美でしなやかな長い指がひわいに奏でる極上の手コキハーモニー!（3月13日、アイデアポケット）
- わいせつ美人女教師放課後W痴女ハーレム（4月7日、アイデアポケット）
- 【個人撮影】 就業中にイケメン患者のチ○ポをつまみ喰い!色情狂の人妻美人医師のハメ撮り動画コレクションが流出! 旦那を忘れ仕事を忘れ若いチ○ポに陶酔するプライベートセックス（5月1日、アイデアポケット）
- 職場でフェロモンをまき散らす 働く痴女お姉さんの匂い立つパンスト美脚誘惑セックス（6月1日、アイデアポケット）
- 超高級ハーレムソープへようこそ 最高の美女達がチ○ポを極楽へ誘う夢の3輪車スペシャルコース（7月1日、アイデアポケット）
- 新・絶対的美少女、お貸しします。 ACT.84（8月17日、プレステージ）
- 女子マネージャーは、僕達の性処理ペット。 032（9月21日、プレステージ）
- 本番オーケー!?噂の裏ピンサロ 04 AV界随一の170cm高身長美ボディを味わい尽くせ!（10月19日、プレステージ）
- 人生初・トランス状態 激イキ絶頂セックス 49 媚薬煙吸引!カラダがしびれ鬼痙攣!（11月16日、プレステージ）

### Vシネマ
- SEX and the DEATH NOTE 伝説の魔導書 犯るか、殺られるか―（2018年2月2日、竹書房） - 「茉莉花」役（主演）